# 왕곡초등학교 (전남)
왕곡초등학교는 대한민국 전라남도 나주시에 있는 공립 초등학교이다.

## 학교 연혁
- 1939. 07. 10 왕곡공립심상소학교 개교
- 1941. 04. 01 왕곡서공립국민학교로 개칭
- 1950. 06. 01 왕곡서국민학교로 개칭
- 1963. 07. 31 왕곡국민학교로 개칭
- 1981. 03. 01 왕곡국민학교 병설유치원 개원
- 1990. 03. 01 특수학급 설치
- 1995. 01. 01 전라남도교육청 지정 급식 시범학교
- 1996. 03. 01 왕곡초등학교로 개칭
- 1997. 01. 01 전라남도교육청 지정 환경교육 시범학교
- 1998. 01. 01 전라남도교육청 지정 과학교육 시범학교
- 2004. 01. 01 전라남도나주교육청 지정 유아교육 연구유치원
- 2005. 01. 01 전라남도나주교육청 지정 소규모학교 통합교육 시범학교
- 2009. 01. 01 전라남도나주교육청 지정 소규모협동교육 연구학교
- 2011. 01. 01 전라남도나주교육청 시지정 연구학교
- 2014. 03. 01 제28대 민경한 교장선생님 부임
- 2015. 02. 17 제71회 졸업(6명, 졸업생 총 수 5,444명)
- 2015. 03. 01 전라남도나주교육청 나주얼 계승 시지정 연구학교

## 참고 자료
- 왕곡초등학교 - 한국교육학술정보원 학교알리미